# Calozenillia tamara
Calozenillia tamara là một loài ruồi trong họ Tachinidae.